# Законы Джима Кроу
Законы Джима Кроу, Джимкроуи́зм (англ. Jim Crow laws) — широко распространённое неофициальное название законов о расовой сегрегации в некоторых штатах США в период 1890—1964 годов.

## Юг США
После Гражданской войны в США, освободившей чернокожих от рабства, федеральное правительство приняло меры по обеспечению их прав (13, 14, 15 поправки к Конституции, Закон «О гражданских правах» 1866 года и 1875 года). В ответ демократы южных штатов приняли местные законы, серьёзно ограничившие в правах чёрное меньшинство, а также индейцев, которые отказались от депортации в Оклахому и остались жить под юрисдикцией правительства США в юго-восточных штатах. Эти законы стали известны как «Законы Джима Кроу» (Jim Crow laws), названные по имени комического персонажа.
Впервые имя Кроу появилось в песенке «Прыгай, Джим Кроу», спетой в 1828 году Томасом Райсом (Thomas D. Rice), эмигрантом из Англии, исполнявшим её с вымазанным жжёной пробкой лицом. Автором слов и сопутствующего танца явился безвестный чернокожий из Кентукки, песенка которого так понравилась Райсу, что он стал исполнять её сам. Благодаря злободневности она стала популярной, в том числе войдя в число обязательных номеров уличных музыкантов, а имя стало нарицательным для обозначения бедно одетого неграмотного чернокожего. Затем появились уличные пьесы, в которых «Джим Кроу» выступал в паре с «Зип Куном» (англ. Zip Coon, что-то вроде «Ловкого Ниггера») — пышно одетым чернокожим, который успешнее «приспособился» к белой культуре.
Началом эпохи «Законов Джима Кроу» принято считать 1890 год, когда в Луизиане была введена расовая сегрегация на железной дороге. К 1915 году в каждом южном штате были приняты законы, которые устанавливали сегрегацию в учебных заведениях, отелях, магазинах, ресторанах, больницах, транспорте, туалетах. В судах было две Библии, одна из которых предназначалась для принесения присяги чёрными. Существовали ограничения, связанные с участием в голосовании: избирательный налог и тест на грамотность, которые относились только к чернокожим. В результате этого на выборах 1900 года в Алабаме из 181 500 человек чёрного населения допустили к голосованию лишь 3000. Формально законы Джима Кроу ограничивали избирательное право только на основании избирательного налога и малограмотности и ограничивали также права малоимущего белого населения, однако дедушкина оговорка позволяла неграмотным белым голосовать, но не касалась цветного населения.
К середине XX века под давлением общественности Верховный суд стал признавать эти законы антиконституционными. Сегрегация в государственных школах южных штатов была признана неконституционной только в 1954 году. Последний из дискриминационных законов был отменён в 1964 году после рассмотрения дела «Мотель „Сердце Атланты“ против Соединённых Штатов», когда в Джорджии запретили сегрегацию в общественных местах.

## Север США
Политика ограничений по расовым признакам распространилась также и на Севере США, хотя и гораздо слабее, чем на Юге. В некоторых штатах чёрные могли голосовать только в том случае, если владели недвижимостью. В Орегоне между 1857 и 1926 годами действовали законы, запрещающие неграм из других штатов селиться на его территории. В ряде штатов действовал запрет на межрасовые браки. В Йельском университете до 1948 года негров и белых, а также христиан и евреев селили отдельно друг от друга. Законы Коннектикута с 1855 по 1965 годы предусматривали формальное требование к прохождению теста на грамотность при голосовании, которое выборочно применялось избирательными комиссиями в отношении этнических меньшинств. Существовали таблички «Только для белых» и «закатные города».